# Dale Mortensen
Dale Thomas Mortensen (Enterprise, Oregón, 2 de febrero de 1939-Wilmette, Illinois, 9 de enero de 2014) fue un economista y profesor estadounidense.

## Biografía
Se tituló de licenciado en Economía por la Universidad de Willamette y obtuvo un doctorado en Economía por la Universidad Carnegie Mellon. Estuvo en la facultad de la Universidad Northwestern desde 1965. También se le otorgó la distinción Profesor Visitante Niels Bohr en la Facultad de Ciencias Económicas y Empresariales en la Universidad de Aarhus, de 2006 a 2010.

## Premio en Ciencias Económicas en memoria de Alfred Nobel: soluciones al desempleo
En 2010 fue laureado con el Premio del Banco de Suecia en Ciencias Económicas en memoria de Alfred Nobel, junto con Cristóbal Pissarides y Peter Diamond por sus estudios del mercado de trabajo.
Fue premiado por sus trabajos que trataron las teorías de Peter Diamond que Mortensen desarrolló, primero en solitario y luego con Cristóbal Pissarides. Ambos crearon un modelo que sustentó la teoría del por qué el desempleo aumenta de forma acelerada en la etapa de recesión o crisis, pero disminuye lentamente durante las recuperaciones.

## Críticas a los modelos teóricos
Michael Piore, economista del MIT, criticó las soluciones al desempleo propuestas por los premiados. Para él, no pasa por reformas del mercado de trabajo, sino por estímulos a la demanda más gasto público. Discrepó profundamente de las teorías de Diamond, Mortensen y Pissarides, tanto en el diagnóstico del problema -no es el mercado de trabajo el problema- como en las soluciones que se proponen -mejoras en las búsquedas de empleo, rebajas en los despidos, adecuación de los seguros de desempleo. Para Piore los premiados crearon modelos teóricos interesantes, donde la información es la base de la teoría -el desempleado no sabe buscar el trabajo que existe- pero, según él, el mercado de trabajo no funciona así, el trabajo se divide en segmentos y territorios de difícil comunicación. Cuando la caída del empleo es generalizada, solo cabe formación en nuevas áreas y un fomento real de la economía.